# 他彼河

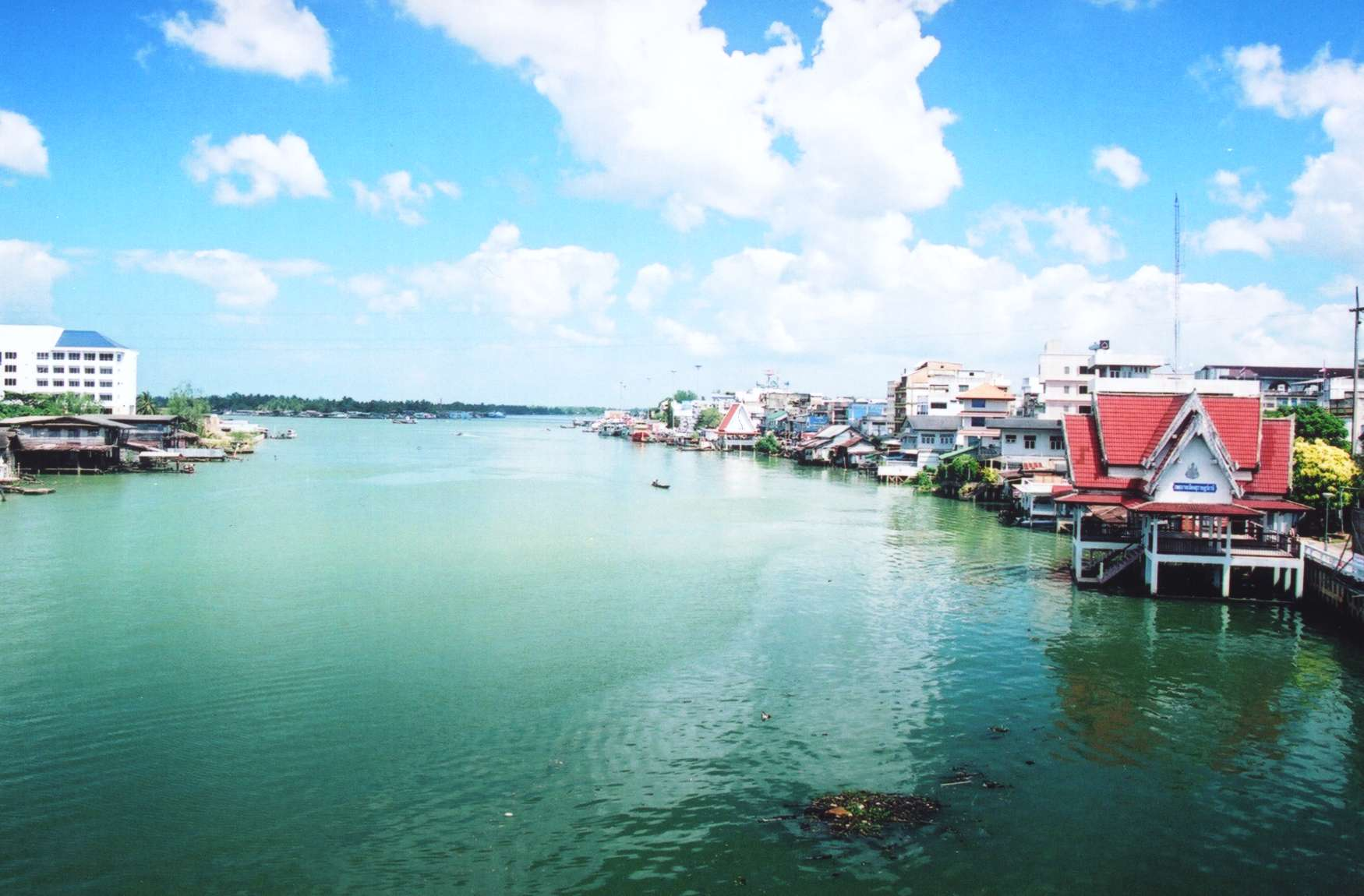
他彼河畔的一個寺廟

他彼河，是泰國南部最長的河流，發源于洛坤府境內的黃山，經素叻府全境流入萬彤灣（อ่าว บ้านดอน，Bandon Bay），總長230公里，流域面積為5460平方公里。
根據一份1997年的研究報告，這條河流當年的平均流量為135.4立方米/每秒，以此計算當年總流量共計為4.3立方公里。河流在奔平區（Phun-phin）與Phum Duang河相匯合，然後經素叻府城流入泰國灣。

## 外部連結
- 泰國沼地資訊
- 萬彤灣財經預算
- 萬彤灣海岸化學品污染資訊（Biogeochemical and human dimensions of coastal functioning and change in Southeast Asia）

9°11′50″N 99°22′57″E / 9.1972°N 99.3825°E